# Župnija Sv. Marjeta niže Ptuja
Župnija Sv. Marjeta niže Ptuja je rimskokatoliška teritorialna župnija, dekanija Ptuj, Ptujsko-Slovenjegoriškega naddekanata, ki je del nadškofije Maribor.

## Sakralni objekti
- Cerkev sv. Marjete, Gorišnica (župnijska cerkev)